# Sakiaffen

Der Rote Uakari zählt zu den größten Sakiaffen

Die Sakiaffen (Pitheciidae), auch als Schweif- und Kurzschwanzaffen bezeichnet, sind eine Primatenfamilie aus der Gruppe der Neuweltaffen. Diese kleinen bis mittelgroßen Primaten leben im nördlichen und mittleren Südamerika. Die Familie lässt sich in zwei Unterfamilien teilen: die Callicebinae umfassen die Springaffen, und die Pitheciinae bestehen aus den Sakis, Bartsakis und Uakaris. Insgesamt gehören zu den Sakiaffen über 60 lebende Arten, hinzu kommen noch die ausgestorbenen Antillenaffen.

## Merkmale
Sakiaffen erreichen eine Kopfrumpflänge von 23 bis 57 Zentimetern, der Schwanz ist bei den Uakaris kurz (weniger als die Hälfte der Körperlänge), bei den anderen Vertretern ist er annähernd gleich lang wie der Körper. Das Gewicht beträgt 0,5 bis 3,5 Kilogramm, wobei die Springaffen mit maximal 1,5 Kilogramm deutlich kleiner sind als die Pitheciinae, die stets schwerer als 1,5 Kilogramm werden. Das Fell ist dicht, manchmal sogar zottelig, seine Färbung variiert je nach Art von schwarz über grau und braun bis zu weiß. Teile des Gesichts können unbehaart sein. Der Schwanz, der nicht zum Greifen, sondern zur Balance verwendet wird, ist ebenfalls durchgängig behaart und buschig.
Die Zahnformel lautet I2-C1-P3-M3, insgesamt haben sie also 36 Zähne. Bei den Pitheciinae ist das Gebiss als Anpassung an die harte Nahrung spezialisiert: die Schneidezähne sind groß und vorstehend, die Eckzähne massiv. Die Backenzähne sind im Gegensatz dazu klein und niederkronig.

## Verbreitung und Lebensraum
Sakiaffen kommen nur in Südamerika vor. Die meisten Arten sind dabei auf das Amazonasbecken vom südlichen Kolumbien bis Bolivien und das mittlere Brasilien beschränkt. Lediglich einige Arten der Springaffen bewohnen die Küstenwälder im südöstlichen Brasilien. Ihr Lebensraum sind Wälder, wobei sie durchaus in verschiedenen Waldtypen – von tiefer gelegenen tropischen Regenwäldern bis Gebirgs- und Trockenwäldern – vorkommen können.

## Lebensweise
Sakiaffen sind tagaktive Baumbewohner. Sie sind gute Kletterer und verbringen den Großteil ihres Lebens in den Bäumen. Sie bewegen sich auf allen vieren und je nach Gattung in unterschiedlichem Ausmaß auch springend fort.
Sie leben in Gruppen zusammen, deren Zusammensetzung und Größe variieren kann. Springaffen und vermutlich auch Sakis bilden häufig monogame Familiengruppen, bei denen die Partner oft zeitlebens zusammenbleiben. Bartsakis und Uakaris leben in größeren Gruppen von bis zu 50 Tieren, die sich während der Nahrungssuche häufig in kleinere Untergruppen aufspalten und zur Nachtruhe wieder zusammenkommen (Fission-Fusion-Organisation).
Sie verständigen sich mit einer Reihe von Lauten, charakteristisch sind die hohen Schreie und das fast vogelartige Gezwitscher. Für die Springaffen sind die morgendlichen Duettgesänge, bei denen beide Partner gleichzeitig ihr Revier markieren, charakteristisch.

## Nahrung

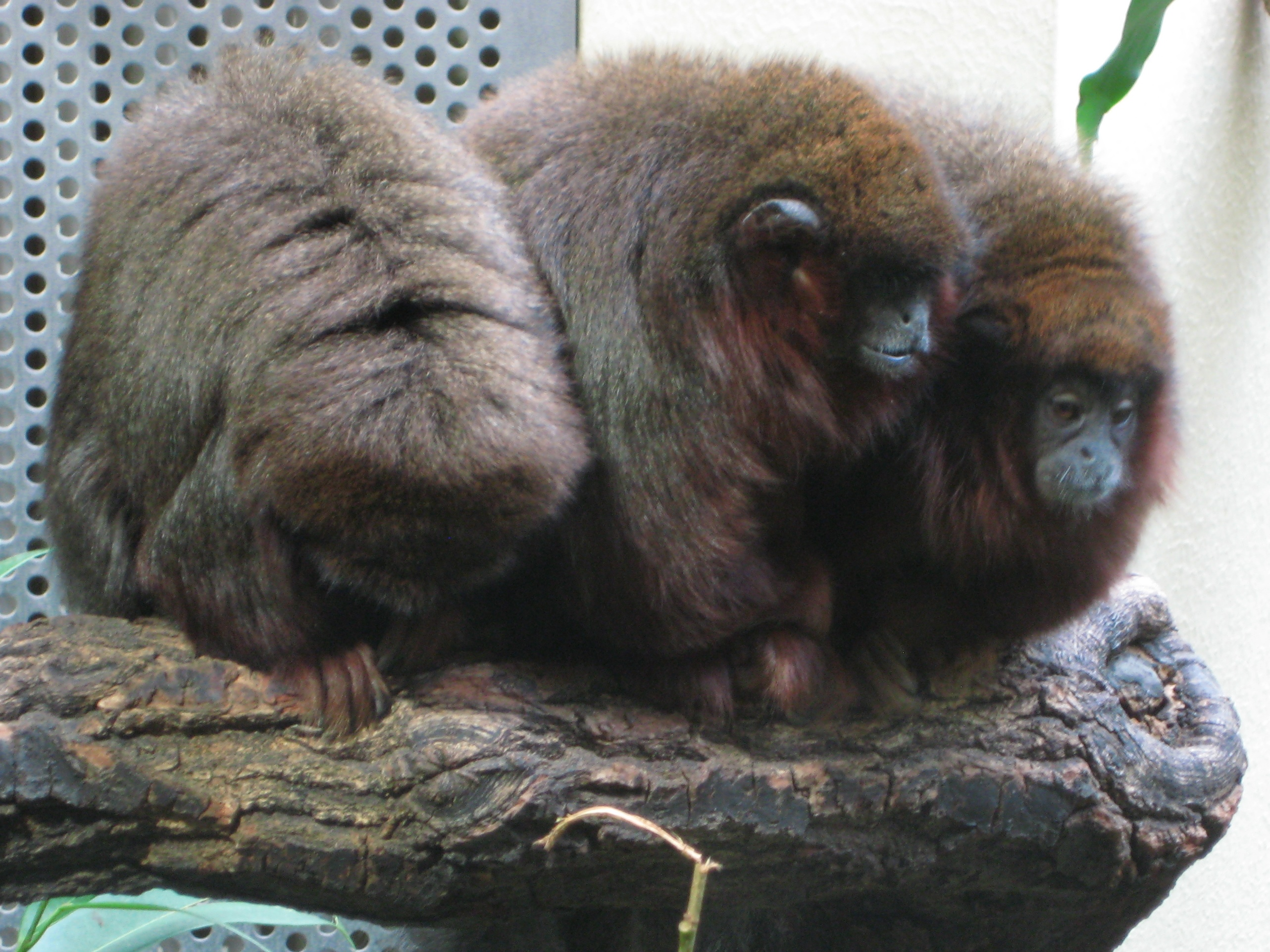
Springaffen sind die kleinsten und urtümlichsten Vertreter der Sakiaffen

Sakiaffen sind generell Allesfresser, die aber vorwiegend Pflanzen zu sich nehmen. Bei den Springaffen stellen Früchte den Hauptbestandteil der Nahrung, ergänzt durch Blätter und andere Pflanzenteile. Die Pitheciinae fressen bevorzugt hartschalige Früchte und Samen, in geringerem Ausmaß auch andere Pflanzenteile. Einen geringen Anteil der Nahrung machen bei allen Sakiaffen Insekten und andere Kleintiere sowie manchmal kleine Wirbeltiere aus.

## Fortpflanzung
Sakiaffen bringen meist nur ein Junges zur Welt, die Tragzeit beträgt rund fünf bis sechs Monate. Bei den Springaffen übernimmt der Vater die Hauptverantwortung für das Junge, er trägt es und übergibt es der Mutter nur zum Säugen – ein Verhalten, dass sich auch bei anderen Neuweltaffen (Nacht- und Krallenaffen), aber nicht bei den anderen Sakiaffen zeigt. Nach mehreren Monaten wird das Junge entwöhnt, nach einigen Jahren geschlechtsreif. In menschlicher Obhut können diese Tiere 25 bis 35 Jahre alt werden, die Lebenserwartung in freier Wildbahn ist meist nicht bekannt.

## Gefährdung
Die Abholzung der Regenwälder und somit die Zerstörung ihres Lebensraumes haben dazu geführt, dass einige Arten selten geworden sind, eine kleinere Rolle nimmt auch die Jagd ein. Wie auch bei anderen Tieren sind häufig die Arten mit einem kleinen Verbreitungsgebiet oder einer speziellen Habitatspräferenz gefährdet, besonders bedroht sind die Bewohner der heute größtenteils gerodeten südostbrasilianischen Küstenwälder.

## Systematik

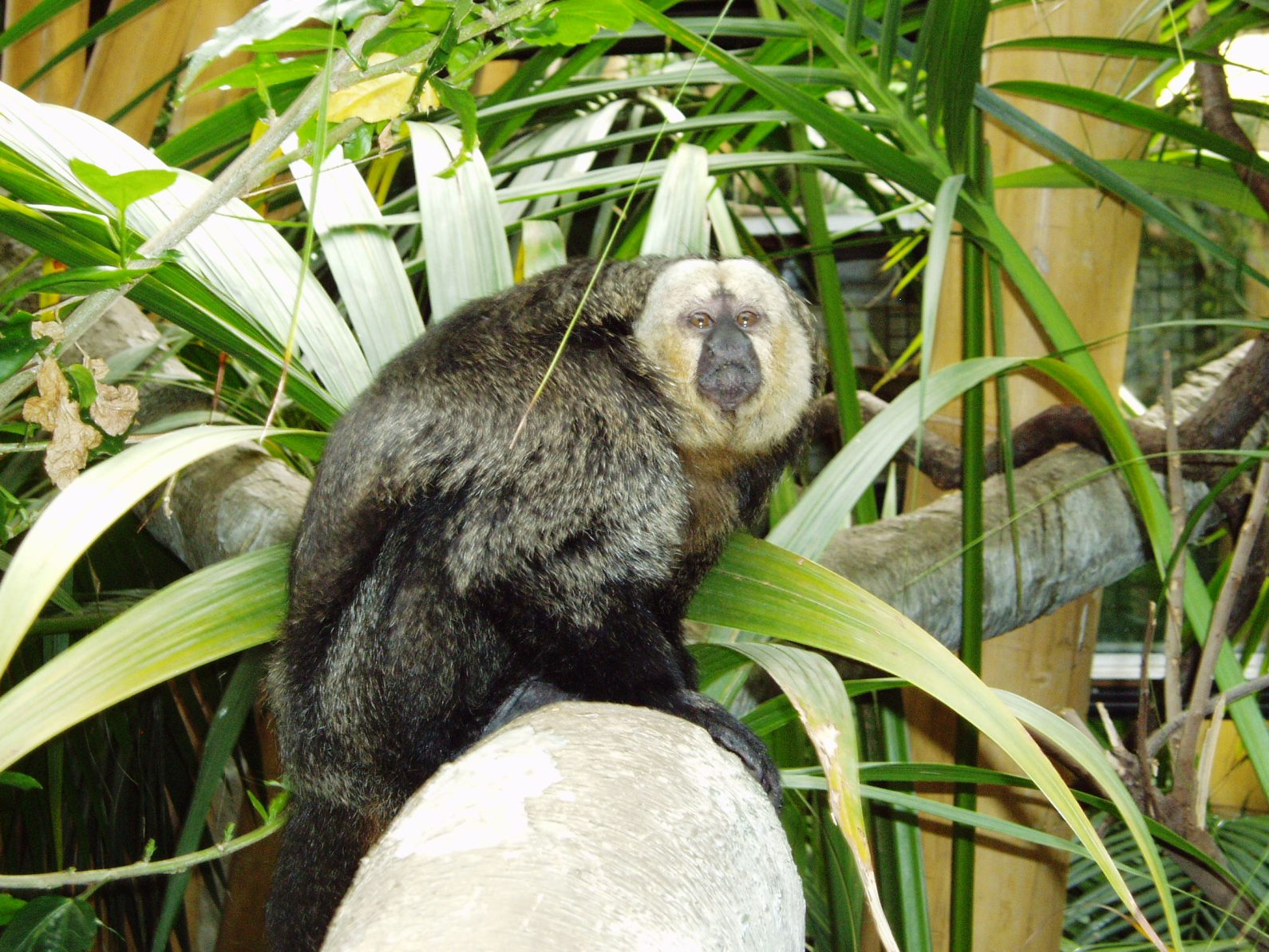
Weißkopfsakis zählen zu den bekanntesten Vertretern der Sakis

Die Sakiaffen werden zu den Neuweltaffen (Platyrrhini) gerechnet. Sie sind die basale Schwestergruppe aller anderen Neuweltaffen. Es werden sechs rezente Gattungen in zwei Unterfamilien mit etwa 60 Arten unterschieden.
- Unterfamilie Springaffen (Callicebinae), es sind die kleinsten und urtümlichsten Vertreter, die sich auch im Gebiss von anderen Sakiaffen deutlich absetzen.[1]
  - Callicebus
  - Cheracebus
  - Plecturocebus
- Unterfamilie Pitheciinae
  - Die Uakaris (Cacajao) sind durch den kurzen Schwanz und das unbehaarte Gesicht charakterisiert.
  - Die Bartsakis (Chiropotes) weisen einen typischen „hochtoupierten“ Haarschopf und einen Kehlbart auf.
  - Die Sakis (Pithecia) weisen ein zotteliges, häufig grauschwarz gesprenkeltes Fell auf.

Die Antillenaffen (Xenotrichini) sind eine Gruppe ausgestorbener Primaten, deren Vertreter eventuell bis ins zweite Jahrtausend überlebten und die möglicherweise ebenfalls den Sakiaffen zugeordnet werden müssen.